# Kinclaith
Kinclaith war eine Whiskybrennerei im Strathclyde Brennereikomplex, Glasgow, Schottland, Großbritannien.

## Geschichte
Die Destillerie wurde 1957 durch die Seager, Evans & Co. Ltd. auf dem Gelände der Strathclyde Grain-Destillerie errichtet und schon 1975 wieder geschlossen. Nach der Schließung wurde die gesamte Anlage 1976 an Whitbread & Coverkauft, die sie zwecks Vergrößerung der Grain-Destillerie demontierten.
Da hier Whisky für die Blend-Industrie produziert wurde, gibt es keine Eigenabfüllungen, aber der Markt wird durch unabhängige Abfüller (Duncan Taylor, Gordon & MacPhail, Cadenhead) versorgt. Der heutige Besitzer des Komplexes ist Allied Distillers.

## Produktion
Das Wasser der zur Region Lowlands gehörenden Brennerei stammte aus dem Loch Katrine. Sie verfügte über sechs Gärbottiche (wash backs) aus Edelstahl. Destilliert wurde in einer wash still und einer spirit still.